# Sépeaux
Sépeaux – miejscowość i dawna gmina we Francji, w regionie Burgundia-Franche-Comté, w departamencie Yonne. W 2013 roku liczba ludności wynosiła 438 mieszkańców. 
W dniu 1 stycznia 2016 roku z połączenia dwóch ówczesnych gmin – Saint-Romain-le-Preux oraz Sépeaux – utworzono nową gminę Sépeaux-Saint-Romain. Siedzibą gminy została miejscowość Sépeaux. 